# Gelis columbianus
Gelis columbianus är en stekelart som först beskrevs av William Harris Ashmead 1890.  Gelis columbianus ingår i släktet Gelis och familjen brokparasitsteklar. Inga underarter finns listade i Catalogue of Life.